# 沼澤士兵
沼泽士兵（德語：Die Moorsoldaten）是欧洲的抗议歌曲之一。该歌曲拥有大量的欧洲语言版本并在西班牙内战中成为了西班牙第二共和国的歌曲之一。第二次世界大战期间该歌曲是反抗的象征，直到今日该歌曲在和平运动中都很流行。这首歌曲是在一座納粹集中營中由囚犯们作词、谱曲并首次演唱的。

## 背景
该歌曲由位于德国下萨克森州的一个高沼地納粹集中營中的犯人们创作。这个集中营建筑群名为“Emslandlager”，即“Emsland camps”。这个集中营被用来关押納粹德國的政治反对者，位于Borgermoor之外，现在是苏尔沃尔德的一部分，离帕彭堡不远。目前在帕彭堡市内有一座关于这个集中营群的纪念碑，名为Dokumentations-und Informationszentrum（DIZ）Emslandlager。
1933年，一座名为Borgermoor的集中营关押着大约1000名社会主义者和共产主义者。他们被禁止歌唱已经存在的政治歌曲，所以他们就创作了自己的政治歌曲。这首歌的歌词由Johann Esser（一名矿工）和Wolfgang Langhoff（一名演员）创作；旋律由Rudi Goguel创作，之后又经过了汉斯·艾斯勒和Ernst Busch（德国演员）的改编。
1933年8月28日，犯人们第一次唱响了这首歌，地点是Borgermoor集中营，在一次“集中营马戏团表演”（Zircus Konzentrani，英：concentration camp circus）上。下面是Rudi Goguel对当时情景的描述：
|  | 当时的16名歌手基本上都是索林根工人合唱团的成员，他们肩上扛着铁锹，行进着，穿着绿色的警察制服（在当时是我们的囚服）。我指挥着那个队列，穿着蓝色的工作罩衣，把一把折断的铁锹的握把当作指挥棒。我们这些人唱了起来，到了歌词的第二节末尾，在场的几乎所有的上千名囚犯都跟着合唱队齐唱起来。一节接着一节，大合唱变得越来越强烈，到最后，那些跟着他们的军官一起来到现场的党卫军看守也跟着唱了起来，显然，他们也把自己想象成了‘沼泽士兵’。当他们唱到‘No more the peat bog soldiers will march with our spades to the moor。‘这句时，16名歌手一同把手中的铁锹猛地插入地面，并离开了表演区域，把他们的铁锹留在了场地中，现在在那里，留下的只有竖立在高沼地之上的十字架。 |

这首歌的曲调缓慢且普通，反映了一名士兵在行军时状态，曲调中被作者故意地设置了许多重复和回响，体现了在条件严酷的集中营中日复一日的艰苦的劳动生活。20世纪30年代，这首歌还在流亡伦敦的德国难民中十分流行，而且在西班牙内战中还被国际旅的德国志愿者们作为行军歌曲。很快，这首歌就被国际旅中的其他国籍的士兵采纳并歌唱，而且还被收录进了关于西班牙内战的几乎所有歌曲选集中。
法国外籍兵团还将这首歌的法语版本“Le Chant Des Marais”作为行军歌曲之一，在这个版本中，歌曲的沉重曲调和时长都与法国外籍军团每分钟88步的行军速度相匹配。

## “短版”（3节版）歌词
Langhoff和Esser的原版旋律有6节，再加上副歌。而3节版本则是用于表演和大部分的翻译版本歌词，这个版本中删去了原版的第2、第3及第4节。